# フヴァル

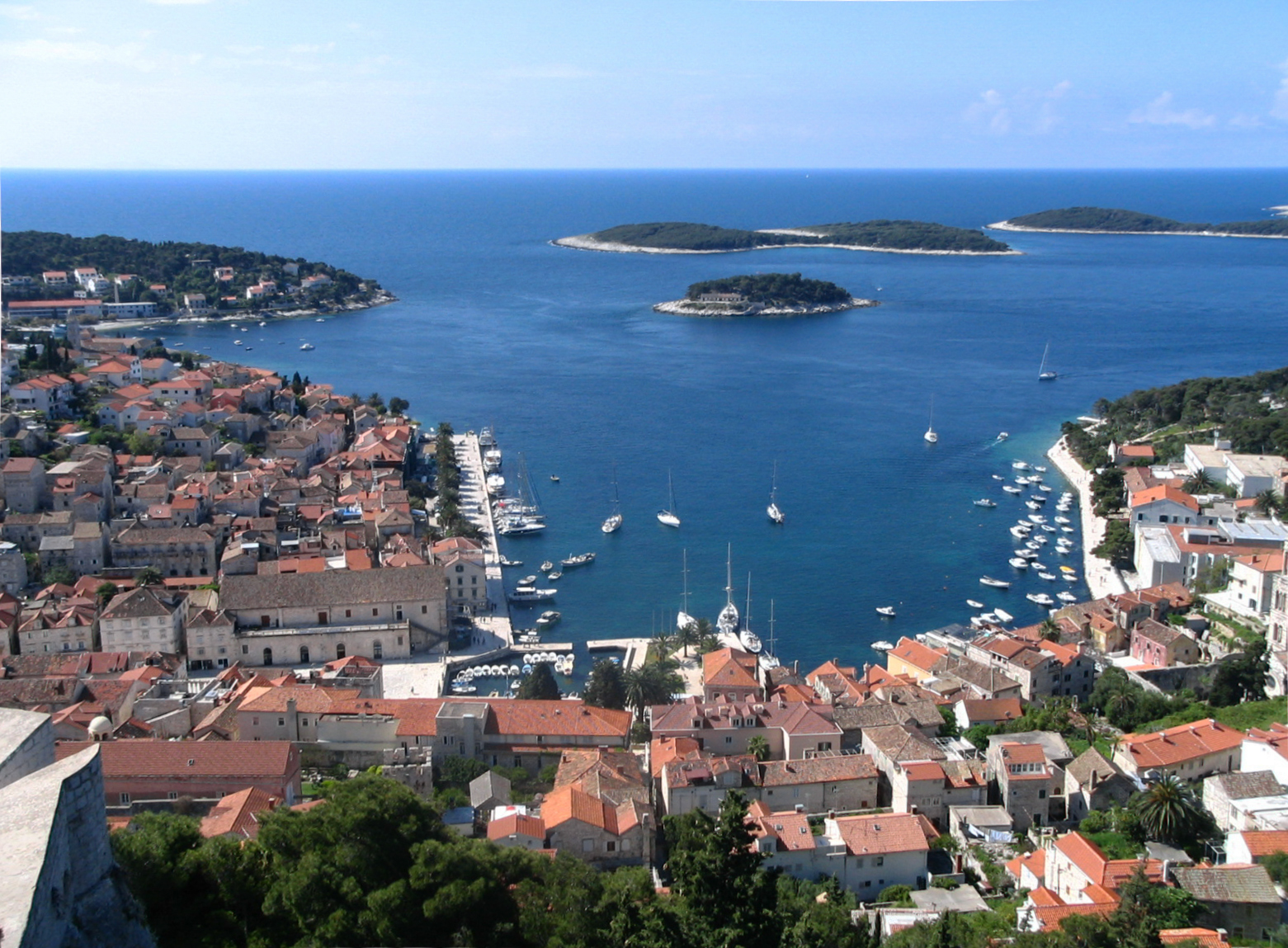
フヴァルの町、港、アドリア海、パクレニ諸島をフヴァル城塞から見下ろす。

フヴァル（クロアチア語: Hvar、英語: Hvar）はクロアチアのダルマチア地方のアドリア海に浮かぶフヴァル島にある町で、スタリ・グラドと並ぶ主要な観光町である。人口は3,700人。町はフヴァル港を囲むように配置されていて、背後の山にフヴァル城塞がある。

## 交通
ダルマチア地方の大都市のスプリトからフェリーが出ていて、
- 大型船はスタリグ・ラド港へ着き、そこからバスで山を越えるトンネルを抜けて、島の南海岸へ出て、少し東へ行く。
- 中小型船は、直接フヴァル港へ着く。

フヴァル港からさらにパクレニ諸島、ヴィス島などへフェリーがある。

## 主要観光地
- 聖ステパノ広場
- 聖ステパノ大聖堂

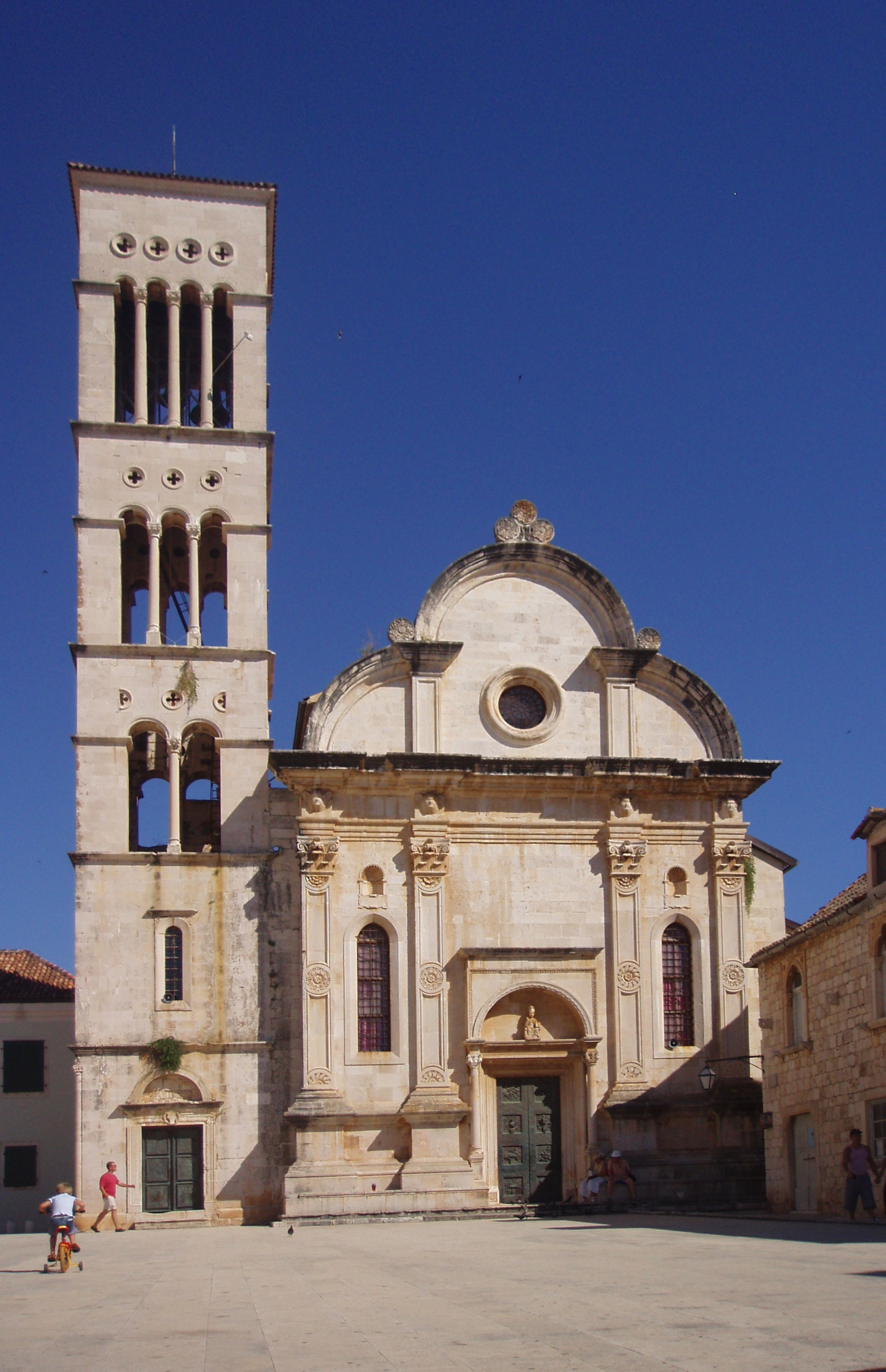
聖ステパノ広場から聖ステパノ大聖堂を見る

- フヴァル城塞（別名：シュパニョラ Španjola 砦）
- ベネディクト会修道院
- フランシスコ会修道院跡

## 参照
- フヴァル島
- スタリ・グラド